# Otero (Castro de Rey)
Otero (llamada oficialmente Santa María de Outeiro) es una parroquia española del municipio de Castro de Rey, en la provincia de Lugo, Galicia.

## Organización territorial
La parroquia está formada por dieciocho entidades de población, constando diecisiete de ellas en el nomenclátor del Instituto Nacional de Estadística español:
- A Barrosa
- A Barxela
- A Grandela
- As Fontes
- A Ponte
- A Ponte de Outeiro
- A Veiga
- Cabana
- O Cibrao
- O Monte
- Portomeso
- Riba de Miño
- Vilamel
- Vilar de Baixo
- Vilar de Riba
- Vilarede
- Vilariño
- Xesto

## Demografía
| Gráfica de evolución demográfica de Otero entre 2000 y 2019 |
|                                                             |
| Datos según el nomenclátor publicado por el INE.            |